# Cawthorne
Cawthorne – wieś w Anglii, w hrabstwie ceremonialnym South Yorkshire, w dystrykcie metropolitalnym Barnsley. Leży 22 km na północ od miasta Sheffield i 249 km na północny zachód od Londynu. W 2001 miejscowość liczyła 1108 mieszkańców.